# NGC 5488
NGC 5488 est une très vaste galaxie spirale intermédiaire (barrée ?) située dans la constellation du Centaure. Sa vitesse par rapport au fond diffus cosmologique est de 4 606 ± 34 km/s, ce qui correspond à une distance de Hubble de 67,9 ± 4,8 Mpc (∼221 millions d'al). NGC 5488 a été découverte par l'astronome britannique John Herschel en 1837. Cette galaxie a aussi été observée par l'astronome américain DeLisle Stewart en avril 1900 et elle a été inscrite à l'Index Catalogue sous la cote IC 4375.
Les bases de données NASA/IPAC et HyperLeda classe cette galaxie comme une spirale intermédiaire, alors que le professeur Seligman et Wolfgang Steinicke la classe comme une spirale barrée. La résolution de l'image obtenue du relevé DSS est trop faible pour pouvoir faire un choix.
La classe de luminosité de NGC 5488 est II-III.
À ce jour, une mesure non basée sur le décalage vers le rouge (redshift) donne une distance d'environ 54,400 Mpc (∼177 millions d'al). Cette valeur est à l'extérieur des valeurs de la distance de Hubble. Notons que c'est avec la valeur moyenne des mesures indépendantes, lorsqu'elles existent, que la base de données NASA/IPAC calcule le diamètre d'une galaxie et qu'en conséquence le diamètre de NGC 5488 pourrait être d'environ 114,2 kpc (∼372 000 al) si on utilisait la distance de Hubble pour le calculer.

## Morphologie

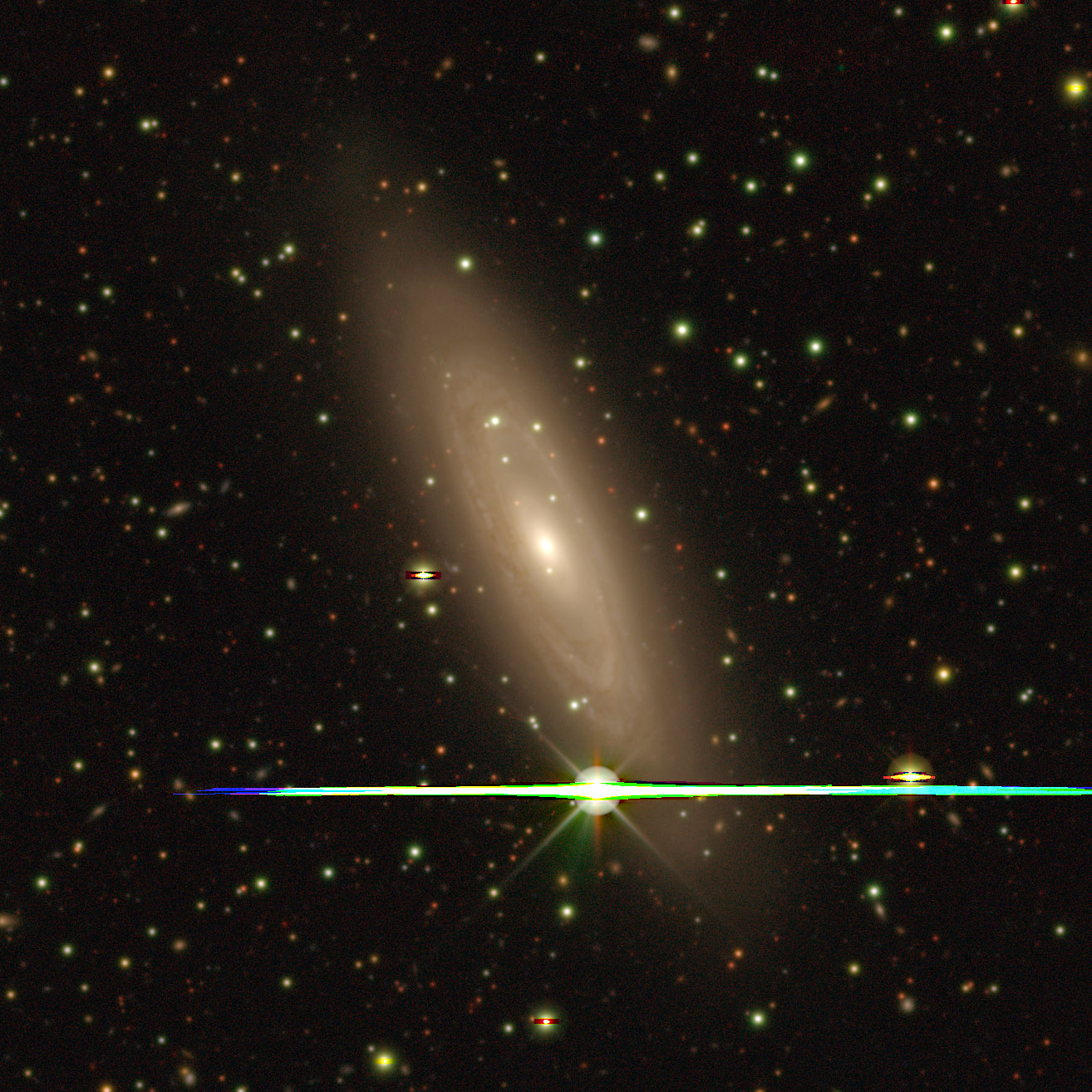
NGC 5448 par le projet « Legacy Surveys DR10 ».

Eskridge, Frogel et Pogge ont publié un article en 2002 décrivant la morphologie de 205 galaxies spirales ou lenticulaires rapprochées. Les observations ont été réalisées dans la bande H de l'infrarouge et dans la bande B (le bleu). Selon Eskridge et ses collègues, NGC 5448 est une galaxie spirale de type SAB(r)b dans la bande B et de type SABa dans la bande H. NGC 5488 est une galaxie que l'on voit presque par la tranche. Elle présente un noyau ponctuel intégré dans bulbe elliptique. Les isophotes externes du bulbe sont carrés avec une distorsion prononcée en X à de faible niveau d'intensité. Une barre de faible luminosité de surface traverse le bulbe en diagonale. Les bras spiraux commencent aux extrémités de la barre. La luminosité de la base des bras est plus grandde que celle des extrémités de la barre et ils sont également plus larges. Les parties larges et très contrastées des bras sont courts. Après seulement ~45 degrés, les bras deviennent étroits et beaucoup plus pâles. Après ~90 degrés, ils deviennent encore plus pâles et ils semblent bifurquer. Les bras externes de faible luminosité de surface sont très diffus. Les bras intérieurs semblent s'enrouler autour du disque, formant un anneau presque complet.

## Groupe de NGC 5488
Même si ce n'est pas la plus brillante galaxie, NGC 5488 a donné son nom à un groupe de galaxies. Le groupe de NGC 5488 compte au 14 membres. Les autres galaxies du groupe sont NGC 5397, NGC 5419, IC 4366 et neuf galaxies du catalogue ESO.